# Município Cuvelai
Município Cuvelai är en kommun i Angola.   Den ligger i provinsen Cunene, i den sydvästra delen av landet, 800 km söder om huvudstaden Luanda.
Omgivningarna runt Município Cuvelai är huvudsakligen savann. Runt Município Cuvelai är det mycket glesbefolkat, med 4 invånare per kvadratkilometer.